# Katrina Kaif
Katrina Kaif, née Katrina Turquotte le 16 juillet 1983 à Hong Kong, est une actrice et mannequin britannique. 
Elle est mannequin de 14 à 22 ans, puis tourne dans un premier film bollywoodien, Boom (en), qui sort en Inde en 2003. Elle poursuit depuis sa carrière de comédienne et d'égérie en Inde.

## Biographie
Katrina Kaif, née Katrina Turquotte le 16 juillet 1983 grandit à Hawaï puis en Grande-Bretagne, pays d'origine de sa mère. Elle devient top-model à Hawaï pour une marque de bijoux alors qu'elle a à peine 14 ans. Elle ne poursuit aucune étude afin de devenir mannequin professionnel.
En 2003, elle arrive en Inde pour tourner dans Boom (en). Elle rencontre Salman Khan qui lui propose un rôle dans la comédie romantique Maine Pyaar Kyun Kiya, puis elle enchaîne avec Sarkar qui sont tous deux de grand succès.
Tout d'abord les cinéastes hésitent à l'engager à cause de son lourd accent en hindi, c'est pourquoi elle est fréquemment doublée dans ses premiers films. Entre 2006 et 2008 elle tourne six grands succès coup sur coup : Namastey London, Apne (en), Partner (en), Welcome (en), Singh Is Kinng et Race tandis que Hello (en) et Yuvvraaj (en) sont des échecs. Puis en 2009, elle obtient sa première reconnaissance critique dans New York avec John Abraham et Neil Nitin Mukesh avec lesquels elle partage l'affiche. Elle joue ensuite dans deux grands succès commerciaux, Ajab Prem Ki Ghazab Kahani avec Ranbir Kapoor et De Dana Dan avec Akshay Kumar.
En 2010, sort Raajneeti, film sur les dessous du monde de la politique qui reprend la trame du Mahabharata, réalisé par Prakash Jha. Sa prestation est appréciée des critiques et le film connait un vif succès populaire,. Cette même année, elle tourne de nouveau aux côtés d'Akshay Kumar dans Tees Maar Khan réalisé par Farah Khan. 
En 2011 elle tourne deux films : une réalisation de Zoya Akhtar, Zindagi Na Milegi Dobara, aux côtés de Hrithik Roshan, Farhan Akhtar, Abhay Deol, Kalki Koechlin et Naseeruddin Shah et Mere Brother Ki Dulhan réalisé par le débutant Ali Abbas Zafar (en) face à Imran Khan.
En août 2012, sort Ek Tha Tiger, film où elle joue aux côtés de Salman Khan et qui fait des records d'entrées au box-office. Le premier film qu'elle tourne aux côtés de Shah Rukh Khan, Jusqu'à mon dernier souffle dernière réalisation de Yash Chopra, sort en novembre 2012. S'il recueille dans l'ensemble des critiques positives, l'interprétation de Katrina Kaif est diversement appréciée.
En 2013 et 2014, elle est de nouveau à l'affiche de deux gros succès populaires : Dhoom 3 avec Aamir Khan et Bang Bang avec Hrithik Roshan.

## Filmographie
| Année | Film                                           | Rôle                            | Réalisateur           | Notes                                                     |                                                  |
| ----- | ---------------------------------------------- | ------------------------------- | --------------------- | --------------------------------------------------------- | ------------------------------------------------ |
| 2003  | Boom (en)                                      | Rina Kaif/Popdi Chinchpokli     | Kaizad Gustad         |                                                           |                                                  |
| 2004  | Malliswari (en)                                | Princesse Malliswari            | K. Vijaya Bhaskar     | Film en télougou                                          |                                                  |
| 2005  | Sarkar                                         | Pooja                           | Ram Gopal Varma       |                                                           |                                                  |
| 2005  | Maine Pyaar Kyun Kiya                          | Sonia                           | David Dhawan          |                                                           |                                                  |
| 2005  | Allari Pidugu                                  | Shwetha                         | Jayanth C. Paranjee   | Film en télougou                                          |                                                  |
| 2006  | Hum Ko Deewana Kar Gaye                        | Jia A. Yashvardhan              | Raj Kanwar            | Akshay Kumar, Bipasha Basu                                |                                                  |
| 2006  | Balram vs. Taradas                             | Supriya                         | I. V. Sasi            | Mammootty, Siddique                                       | Film en malayalam                                |
| 2007  | Namastey London                                | Jasmeet Malhotra, dite « Jazz » | Vipul Amrutlal Shah   | Akshay Kumar, Rishi Kapoor, Upen Patel                    |                                                  |
| 2007  | Apne                                           | Nandini Sarabhai                | Anil Sharma           |                                                           |                                                  |
| 2007  | Partner                                        | Priya Jaisingh                  | David Dhawan          |                                                           |                                                  |
| 2007  | Welcome                                        | Sanjana Shetty                  | Anees Bazmee          |                                                           |                                                  |
| 2008  | Race                                           | Sophia                          | Abbas-Mustan          | Saif Ali Khan, Bipasha Basu, Akshaye Khanna               |                                                  |
| 2008  | Singh Is Kinng                                 | Sonia Singh                     | Anees Bazmee          | Akshay Kumar, Sonu Sood, Neha Dhupia                      |                                                  |
| 2008  | Hello                                          | Narratrice                      | Atul Agnihotri        |                                                           | Caméo                                            |
| 2008  | Yuvvraaj                                       | Anushka Banton                  | Subhash Ghai          | Salman Khan, Anil Kapoor, Zayed Khan                      |                                                  |
| 2009  | New York                                       | Maya Shaikh                     | Kabir Khan            | John Abraham, Neil Nitin Mukesh                           | Nommée au Filmfare Award de la meilleure actrice |
| 2009  | Blue                                           | Nikki                           | Anthony D'Souza       |                                                           | Caméo                                            |
| 2009  | Ajab Prem Ki Ghazab Kahani                     | Jennifer Pinto dite "Jenny"     | Rajkumar Santoshi     | Ranbir Kapoor, Upen Patel                                 |                                                  |
| 2009  | De Dana Dan                                    | Anjali Kakkad                   | Priyadarshan          | Akshay Kumar, Suniel Shetty, Paresh Rawal                 |                                                  |
| 2010  | Raajneeti                                      | Indu Sakseria/Pratap            | Prakash Jha           | Nana Patekar, Ranbir Kapoor, Arjun Rampal                 |                                                  |
| 2010  | Tees Maar Khan                                 | Anya Khan                       | Farah Khan            | Akshay Kumar, Akshaye Khanna, Aarya Babbar                |                                                  |
| 2011  | Zindagi Na Milegi Dobara                       | Laila                           | Zoya Akhtar           | Hrithik Roshan, Abhay Deol, Farhan Akhtar, Kalki Koechlin |                                                  |
| 2011  | Bodyguard                                      |                                 | Siddique              |                                                           | Item number dans Bodyguard                       |
| 2011  | Mere Brother Ki Dulhan                         | Dimple Dixit                    | Ali Abbas Zafar       | Imran Khan, Ali Zafar, Tara D'Souza                       | Nommée au Filmfare Award de la meilleure actrice |
| 2012  | Agneepath                                      |                                 | Karan Malhotra        | Item number dans Chikni Chameli                           |                                                  |
| 2012  | Ek Tha Tiger                                   | Zoya                            | Kabir Khan            | Salman Khan, Ranvir Shorey                                |                                                  |
| 2012  | Jusqu'à mon dernier souffle (Jab Tak Hai Jaan) | Meera Thapar                    | Yash Chopra           | Shahrukh Khan, Anushka Sharma                             |                                                  |
| 2013  | Main Krishna Hoon                              | Radha                           | Rajiv S. Ruia         |                                                           | Caméo                                            |
| 2013  | Dhoom 3                                        | Aaliya                          | Vijay Krishna Achary  | Aamir Khan, Abhishek Bachchan, Uday Chopra                |                                                  |
| 2014  | Bang Bang                                      | Harleen Sahni                   | Siddharth Anand       | Hrithik Roshan                                            |                                                  |
| 2015  | Phantom                                        | Nawaz Mistry                    | Kabir Khan            | Saif Ali Khan                                             |                                                  |
| 2016  | Fitoor                                         | Firdaus Naqvi                   | Abhishek Kapoor       | Aditya Roy Kapoor, Tabu                                   |                                                  |
| 2016  | Baar Baar Dekho                                | Diya Varma                      | Nitya Mehra           | Sidharth Malhotra                                         |                                                  |
| 2017  | Jagga Jasoos                                   | Shruti                          | Anurag Basu           | Ranbir Kapoor                                             |                                                  |
| 2017  | Tiger Zinda Hai                                | Zoya                            | Ali Abbas Zafar       | Salman Khan                                               |                                                  |
| 2019  | Thugs of Hindostan                             | Suraiya                         | Vijay Krishna Acharya | Aamir Khan, Amitabh Bachchan, Fatima Sana Sheikh          |                                                  |
| 2019  | Zero                                           | Babita Kumari                   | Anand L. Rai          | Shahrukh Khan, Anushka Sharma                             |                                                  |